# Alepocephalus productus
Alepocephalus productus är en fiskart som beskrevs av Gill, 1883. Alepocephalus productus ingår i släktet Alepocephalus och familjen Alepocephalidae. Inga underarter finns listade i Catalogue of Life.

## Bildgalleri

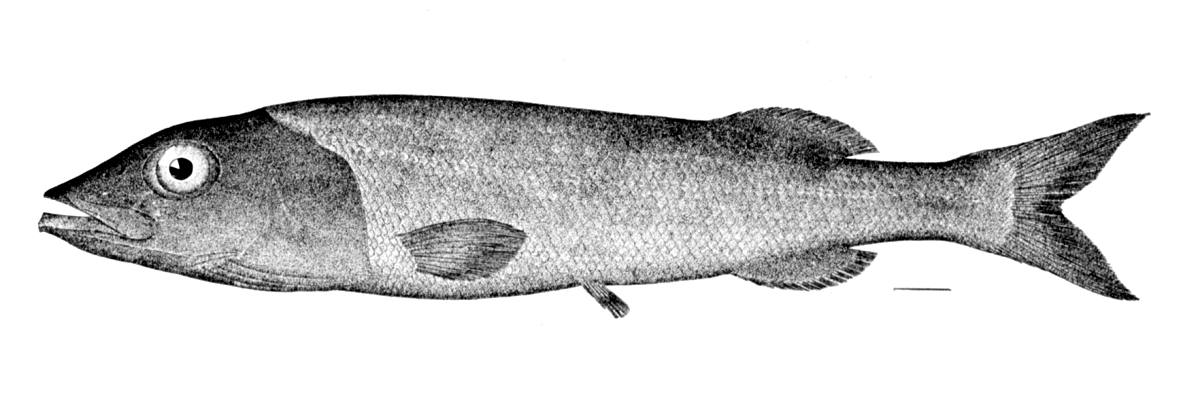